# Budderoo National Park
Budderoo National Park är en park i Australien. Den ligger i delstaten New South Wales, i den sydöstra delen av landet, omkring 99 kilometer sydväst om delstatshuvudstaden Sydney.
Närmaste större samhälle är Kiama, omkring 14 kilometer öster om Budderoo National Park. 
I omgivningarna runt Budderoo National Park växer i huvudsak städsegrön lövskog. Runt Budderoo National Park är det ganska tätbefolkat, med 75 invånare per kvadratkilometer. Genomsnittlig årsnederbörd är 1 352 millimeter. Den regnigaste månaden är februari, med i genomsnitt 211 mm nederbörd, och den torraste är juli, med 36 mm nederbörd.